# 2. flåde (Kejserlige japanske flåde)
Den 2. flåde (第二艦隊 (日本海軍) Dai-ni Kantai) (engelsk: IJN 2nd Fleet) var en flådestyrke i den Kejserlige japanske flåde.

## Historie
Den Kejserlige japanske flådes 2. flåde blev oprindeligt etableret den 28. december 1903 af det Kejserlige generalhovedkvarter som en mobil angrebsstyrke bestående af krydsere og destroyere til at forfølge Den kejserlige russiske flådes Vladivostok-baserede krydsereskadrille, mens den resterende hoveddel af den japanske flåde (den 1. flåde) fortsatte blokaden af Port Arthur i håb om at lokke slagskibe fra den russiske Stillehavsflåde ud i en klassisk slaglinjekonfrontation.
Som den vigtigste mobilestyke i den Kejserlige japanske flåde, så den 2. flåde hovedparten af alle fremtidige kampoperationer fra tidspunktet for dets oprettelse indtil dennes opløsning ved slutningen af 2. verdenskrig.

## Befalende for den 2. flåde
Øverstbefalende 
|    | Rang         | Navn                          | Dato                                   |
| -- | ------------ | ----------------------------- | -------------------------------------- |
| 1  | Admiral      | Baron Hikonojo Kamimura       | 27. oktober 1903 – 20. december 1905   |
| 2  | Admiral      | Baron Dewa Shigeto            | 20. december 1905 – 22. november 1906  |
| 3  | Flådeadmiral | Baron Ijuin Gorō              | 22. november 1906 – 26. maj 1908       |
| 4  | Admiral      | Baron Dewa Shigeto            | 26. maj 1908 – 1. december 1909        |
| 5  | Flådeadmiral | Baron Shimamura Hayao         | 1. december 1909 – 1. december 1911    |
| 6  | Admiral      | Yoshimatsu Motaro             | 1. december 1911 – 1. december 1912    |
| 7  | Viceadmiral  | Ijichi Suetaka                | 1. december 1912 – 1. december 1913    |
| 8  | Admiral      | Baron Kato Sadakichi          | 1. december 1913 – 5. februar 1915     |
| 9  | Admiral      | Nawa Matahachiro              | 5. februar 1915 – 13. december 1915    |
| 10 | Admiral      | Baron Yashiro Rokuro          | 13. december 1915 – 1. december 1917   |
| 11 | Flådeadmiral | Prins Higashifushimi Yorihito | 1. december 1917 – 13. juni 1918       |
| 12 | Admiral      | Yamaya Tanin                  | 13. juni 1918 – 1. december 1919       |
| 13 | Flådeadmiral | Prins Fushimi Hiroyasu        | 1. december 1919 – 1. december 1920    |
| 14 | Admiral      | Baron Suzuki Kantaro          | 1. december 1920 – 1. december 1921    |
| X  | X            | opløst                        | 1. december 1921 – 1. december 1922    |
| 15 | Viceadmiral  | Naoe Nakano                   | 1. december 1922 – 1. juni 1923        |
| 16 | Admiral      | Hiroharu Kato                 | 1. juni 1923 – 1. december 1924        |
| 17 | Viceadmiral  | Hanroku Saito                 | 1. december 1924 – 16. september 1925  |
| 18 | Admiral      | Saburo Hyakutake              | 16. september 1925 – 10. december 1926 |
| 19 | Viceadmiral  | Yasuhira Yoshikawa            | 10. december 1926 – 16. maj 1928       |
| 20 | Viceadmiral  | Koshiro Otani                 | 16. maj 1928 – 10. december 1928       |
| 21 | Admiral      | Baron Mineo Ōsumi             | 10. december 1928 – 11. november 1929  |
| 22 | Viceadmiral  | Nobutaro Iida                 | 11. november 1929- 1. december 1930    |
| 23 | Admiral      | Ryozo Nakamura                | 1. december 1930 – 1. december 1931    |
| 24 | Admiral      | Nobumasa Suetsugu             | 1. december 1931 – 15. november 1933   |
| 25 | Admiral      | Sankichi Takahashi            | 15. november 1933 – 15. november 1934  |
| 26 | Admiral      | Mitsumasa Yonai               | 15. november 1934 – 2. december 1935   |
| 26 | Admiral      | Takayoshi Kato                | 2. december 1935 – 1. december 1936    |
| 27 | Admiral      | Zengo Yoshida                 | 1. december 1936 – 1. december 1937    |
| 28 | Admiral      | Shigetarō Shimada             | 1. december 1937 – 15. november 1938   |
| 29 | Admiral      | Soemu Toyoda                  | 15. november 1938 – 21. oktober 1939   |
| 30 | Flådeadmiral | Mineichi Koga                 | 21. oktober 1939 – 1. september 1941   |
| 31 | Admiral      | Nobutake Kondō                | 1. september 1941 – 9. august 1943     |
| 32 | Viceadmiral  | Takeo Kurita                  | 9. august 1943 – 23. december 1944     |
| 33 | Admiral      | Seiichi Ito                   | 23. december 1944 – 7. april 1945      |
| X  | X            | ikke fyldt                    | 7. april 1945 – 20. april 1945         |

Stabschef 
|    | Rang          | Navn                     | Dato                                   |
| -- | ------------- | ------------------------ | -------------------------------------- |
| 1  | Flådeadmiral  | Viscount Tomazaburo Kato | 28. december 1903 – 12. januar 1905    |
| 2  | Admiral       | Koichi Fujii             | 12. januar 1905 – 20. december 1905    |
| 3  | Admiral       | Tanin Yamaya             | 20. december 1905 – 14. januar 1907    |
| X  | X             | ikke fyldt               | 14. januar 1907 – 28. september 1907   |
| 4  | Admiral       | Isamu Takeshita          | 28. september 1907 – 17. december 1907 |
| 5  | Admiral       | Ryokitsu Arima           | 17. december 1907 – 20. november 1908  |
| 6  | Viceadmiral   | Tatsuo Matsumura         | 20. november 1908 – 1. februar 1909    |
| X  | X             | ikke fyldt               | 1. februar 1908 – 1. december 1909     |
| 7  | Kontreadmiral | Shichitaro Takagi        | 1. december 1909 – 22. januar 1911     |
| 8  | Viceadmiral   | Kiyokaze Yoshida         | 22. januar 1911 – 1. december 1911     |
| 9  | Admiral       | Baron Kiyokazu Abo       | 5. december 1911 – 1. december 1912    |
| 10 | Viceadmiral   | Kiyokaze Yoshida         | 1. december 1912 – 1. februar 1915     |
| 11 | Admiral       | Hiroharu Kato            | 1. februar 1915 – 13. december 1915    |
| 12 | Viceadmiral   | Yasujiro Nagata          | 13. december 1915 – 1. december 1916   |
| 13 | Viceadmiral   | Nobutaro Shimamura       | 1. december 1916 – 15. september 1917  |
| 14 | Admiral       | Saburo Hyakutake         | 15. september 1917 – 10. november 1918 |
| 15 | Kontreadmiral | Shigeushi Nakagawa       | 10. november 1918 – 1. december 1919   |
| 16 | Viceadmiral   | Yasuhira Yoshikawa       | 1. december 1919 – 1. december 1920    |
| 17 | Viceadmiral   | Kikuo Matsumura          | 1. december 1920 – 1. december 1921    |
| 18 | Admiral       | Ryozo Nakamura           | 1. december 1922 – 6. november 1923    |
| 19 | Viceadmiral   | Masataka Ando            | 6. november 1923 – 1. december 1924    |
| 20 | Viceadmiral   | Yukichi Shima            | 1. december 1924 – 1. december 1925    |
| 21 | Admiral       | Mitsumasa Yonai          | 1. december 1925 – 1. december 1926    |
| 22 | Viceadmiral   | Shigeru Matsuyama        | 1. december 1926- 1. december 1927     |
| 23 | Viceadmiral   | Ken Terajima             | 1. december 1927 – 10. december 1928   |
| 24 | Viceadmiral   | Teikichi Hori            | 10. december 1928 – 6. september 1929  |
| 25 | Admiral       | Koichi Shiozawa          | 6. september 1929 – 1. december 1929   |
| 26 | Admiral       | Shigetarō Shimada        | 1. december 1929 – 1. december 1930    |
| 26 | Kontreadmiral | Wasuke Komaki            | 1. december 1930 – 10. oktober 1931    |
| 27 | Viceadmiral   | Kamezaburo Nakamura      | 10. oktober 1931 – 15. november 1933   |
| 28 | Viceadmiral   | Jugoro Arichi            | 15. november 1933 – 15. november 1934  |
| 29 | Kontreadmiral | Taichi Miki              | 15. november 1934 – 15. november 1935  |
| 30 | Viceadmiral   | Shunzo Mito              | 15. november 1935 – 1. april 1936      |
| 31 | Viceadmiral   | Masaichi Niimi           | 1. april 1936 – 1. december 1936       |
| 32 | Viceadmiral   | Gunichi Mikawa           | 1. december 1936 – 15. november 1937   |
| 33 | Admiral       | Seiichi Ito              | 15. november 1937 – 15. november 1938  |
| 34 | Admiral       | Takeo Takagi             | 15. november 1938 – 1. november 1939   |
| 35 | Viceadmiral   | Yoshio Suzuki            | 1. november 1939 – 30. august 1941     |
| 36 | Viceadmiral   | Kazutaka Shiraishi       | 30. august 1941 – 2. juli 1943         |
| 37 | Viceadmiral   | Tomiji Koyanagi          | 2. juli 1943 – 25. november 1944       |
| 38 | Kontreadmiral | Nobuei Morishita         | 25. november 1944 – 20. april 1945     |

### Bøger
- D'Albas, Andrieu (1965). Death of a Navy: Japanese Naval Action in World War II (engelsk). Devin-Adair Pub. ISBN 0-8159-5302-X.
- Dull, Paul S. (1978). A Battle History of the Imperial Japanese Navy, 1941-1945 (engelsk). Naval Institute Press. ISBN 0-87021-097-1.
- Lacroix, Eric (1997). Japanese Cruisers of the Pacific War (engelsk). Naval Institute Press. ISBN 0-87021-311-3.

### Eksterne links
- Nishida, Hiroshi. "Imperial Japanese Navy" (engelsk). Arkiveret fra originalen 30. januar 2013. Hentet 25. september 2007.
- Wendel. "Axis History Database" (engelsk). Arkiveret fra originalen 6. juni 2011. Hentet 25. september 2007.